# スエズ湾
スエズ湾（スエズわん、アラビア語：خليج السويس、Khalyj as-Suways）は、紅海の北端に位置し、東のアカバ湾と共に西からシナイ半島を挟んでいる湾である。アフリカとアジアの大陸の境界は、スエズ湾の中央線上とされている。長さ314km、幅最大32km。水深は最大でも18m。
スエズ湾は、2800万年前にできた比較的新しいリフト盆地である。アフリカ大陸から伸びた大地溝帯が紅海をつくり、さらにスエズ湾とアカバ湾に分かれたと考えられている。この割れ目はアカバ湾からさらに死海へと続く。湾の入り口から北北西に延びた終端には、エジプトのスエズ市とスエズ運河の入り口がある。湾の入り口付近に古いジェムサ油田・ガス田があるほか、湾内には多数の油田が分布する。

## 範囲
国際水路機関はアデン湾の境界を以下のように定めている。
- 南：ムハンマド岬 (27°43'N) からシャドワン島南端 (34°02'E) を結び、それから西へ緯線 (27°27'N) に沿って伸びる線。